# Xã Cheltenham, Quận Montgomery, Pennsylvania
Xã Cheltenham (tiếng Anh: Cheltenham Township) là một xã thuộc quận Montgomery, tiểu bang Pennsylvania, Hoa Kỳ. Năm 2010, dân số của xã này là 36.793 người.